# Belojača
Belojača je 550 m dolga izvirna vodna kraška jama na območju Haloz. Leži južno od naselja Makole v stranski dolini manjšega pritoka, ki se steka v Šegovski potok, ta pa nato v Jelovški potok. Jama se deli na 2 rova, levi se po 30 m konča, desni pa po 50 m pripelje v večjo dvorano, kjer se stekata dva potoka. V jami živijo netopirji, jamske kobilice in manjši hrošči. Brez jamarske opreme sta rova nedostopna.

## Opis jame
Vhod v 470 m dolgo izvirno jamo je blizu opuščenega rudnika Šega na nadmorski višini 330 m. Vhodni rov je dolg 50 m, ki je večinoma brez vodnega pretoka in se od »Križišča« dalje nadaljuje v vodni »Levi rokav«, dolg 250 m, ki ima značilni meander z vodo na dnu. Osnovna smer jame je jug, le pri Križišču se z zahoda priključi 90 m dolg »Desni rokav«, kjer je večji vodni pretok. Vsa voda priteka z bližnjih 400 m oddaljenih ponorov pri Klečah. Eden izmed ponorov na nadmorski višini 370 m je 30 m globoko stopnjasto brezno, ki pripelje v enoten meandrast rov dolg 200 m in se konča s sifonom. Jama še ni v celoti raziskana.
Vodo iz jame so včasih uporabljali za rudnik Šega. Rudarji so čez 3 m visoko stopnjo z lesenimi lestvami uredili pristop do Križišča.